# Liste der Mitglieder der Deutschen Akademie der Naturforscher Leopoldina/1900
Die Liste der Mitglieder der Deutschen Akademie der Naturforscher Leopoldina für 1900 enthält alle Personen, die im Jahr 1900 zum Mitglied ernannt wurden. Insgesamt gab es 13 neu gewählte Mitglieder.

## Neu gewählte Mitglieder
| Nr.  | Name                            | Geboren       | Aufnahme | Gestorben     | Fachsektion                                                    | Bild                                                                                           |
| ---- | ------------------------------- | ------------- | -------- | ------------- | -------------------------------------------------------------- | ---------------------------------------------------------------------------------------------- |
| 3132 | Richard Wilhelm Heinrich Abegg  | 9. Jan. 1869  | 5. Mrz.  | 3. Apr. 1910  | Physik und Meteorologie Chemie                                 | Richard Wilhelm Heinrich Abegg                                                                 |
| 3133 | Otto Rudolph Alfred Voeltzkow   | 14. Apr. 1860 | 5. Mrz.  | Feb. 1947     | Zoologie und Anatomie Anthropologie, Ethnologie und Geographie |                                                                                                |
| 3134 | Ignaz Klemenčič                 | 6. Feb. 1853  | 18. Apr. | 5. Sep. 1901  | Physik und Meteorologie                                        | Ignaz Klemenčič                                                                                |
| 3135 | Paul Czermak                    | 28. Dez. 1857 | 1. Mai   | 2. März 1912  | Physik und Meteorologie                                        | Paul Czermak porträtiert für ein um 1900 entstandenes Fakultätsalbum der Universität Innsbruck |
| 3136 | Franz Wilhelm Koenigs           | 22. Apr. 1851 | 22. Jun. | 15. Dez. 1906 | Chemie                                                         | Franz Wilhelm Koenigs                                                                          |
| 3137 | Leopold Gegenbauer              | 2. Feb. 1849  | 6. Okt.  | 3. Juni 1903  | Mathematik und Astronomie                                      | Leopold Gegenbauer                                                                             |
| 3138 | Bernhard Hagen                  | 23. Nov. 1853 | 8. Nov.  | 3. Mai 1919   | Anthropologie, Ethnologie und Geographie                       |                                                                                                |
| 3139 | Abraham Lissauer                | 29. Aug. 1832 | 16. Nov. | 29. Sep. 1908 | Anthropologie, Ethnologie und Geographie                       | Abraham Lissauer                                                                               |
| 3140 | Carl Friedrich August Gutzmer   | 2. Feb. 1860  | 22. Nov. | 10. Mai 1924  | Mathematik und Astronomie                                      | Carl Friedrich August Gutzmer                                                                  |
| 3141 | Hans Lorenz                     | 24. März 1865 | 22. Nov. | 4. Juli 1940  | Physik und Meteorologie                                        |                                                                                                |
| 3142 | Heinrich Robert Reinhold Müller | 11. Mai 1857  | 17. Dez. | 4. März 1939  | Mathematik und Astronomie                                      |                                                                                                |
| 3143 | Richard Emil Meyer              | 20. Juli 1846 | 18. Dez. | 26. Feb. 1926 | Chemie                                                         | Richard Meyer (ca. 1922)                                                                       |
| 3144 | Karl Emanuel Robert Fricke      | 24. Sep. 1861 | 24. Dez. | 18. Juli 1930 | Mathematik und Astronomie                                      |                                                                                                |